# سوپر جام فوتبال ایران ۱۳۹۷
سوپر جام فوتبال ایران ۱۳۹۷ چهارمین دورهٔ مسابقهٔ سوپر جام فوتبال ایران بود که بین قهرمان لیگ برتر ۹۷–۱۳۹۶ و قهرمان جام حذفی ۹۷–۱۳۹۶ توسط فدراسیون فوتبال ایران برگزار شد.
تیم پرسپولیس ایران برای دومین بار قهرمان این دوره از رقابت‌ها شد.

## باشگاه‌ها
| تیم            | عنوان                                | دیدارهای پیشین (اعداد پررنگ نشان دهنده قهرمانی) |
| -------------- | ------------------------------------ | ----------------------------------------------- |
| پرسپولیس تهران | قهرمان لیگ برتر فوتبال ایران ۹۷–۱۳۹۶ | ۱ مرتبه (۱۳۹۶)                                  |
| استقلال تهران  | قهرمان جام حذفی فوتبال ایران ۹۷–۱۳۹۶ | بدون حضور                                       |

## اطلاعات بازی
| پرسپولیس تهران | ۳–۰ | استقلال تهران |
| -------------- | --- | ------------- |
|                |     |               |

| پرسپولیس | استقلال |

| قوانین مسابقه - ۹۰ دقیقه وقت معمول مسابقه. - ۳۰ دقیقه وقت اضافه در صورت لزوم. - در صورتی‌که همچنان مسابقه مساوی بود، تیم برنده با ضربات پنالتی مشخص خواهد شد. - هر تیم ۱۱ بازیکن ذخیره خواهد داشت. - در طول مسابقه هر تیم اجازه ۳ تعویض دارند. - در صورت کشیده شدن به وقت اضافه، یک تعویض دیگر نیز مجاز است. |

## حاشیه قبل از روز بازی
باشگاه استقلال به دلایل زیر خواستار تغییر زمان بازی بود:
1. در اختیار نداشتن بازیکنان اعزامی به تیم ملی (بازی‌های جام جهانی)
2. آماده‌سازی تیم برای بازی‌های آسیایی
3. زمان نقل و انتقالات بازیکنان و در اختیار نداشتن بازیکنان کافی برای دربی ۸۸
4. حمایت نکردن وزارت ورزش از این باشگاه به خاطر مشکلات مالی و تدارک اردو برای این باشگاه.[۹][۱۰][۱۱] فدراسیون فوتبال هم در بیانیه‌ای در ۲۶ تیرماه (چند روز قبل از زمان مورد مناقشه) نتیجه بازی را ۳–۰ به نفع  باشگاه پرسپولیس اعلام‌کرد.[۱۲]

این در حالی است که باشگاه استقلال اعلام کرد از حضور در سوپرجام انصراف نداده و تنها خواستار برگزاری بازی در تاریخ دیگری شده‌است. سعید فتاحی رئیس اسبق  کمیته مسابقات سازمان لیگ طی مصاحبه ای گفت : راهی برای به تعویق انداختن دیدار سوپرجام وجود نداشت؛ وی افزود رضا افتخاری  در آن نامه اعلام کرده بود که اگر تاریخ بازی تغییر نکند، در این بازی حضور پیدا نمی‌کنند. ما در این جلسه موضوع تعویق سوپرجام را بررسی کردیم اما در نهایت به نتیجه‌ای نرسیدیم. اگر این دو تیم خواهان برگزاری این دیدار در تاریخ دیگری بودند، باید بدون حضور ملی‌پوشان‌شان به میدان می‌رفتند.  
سازمان بر اساس‌نامه تعویق و عدم حضور که آبی‌پوشان به سازمان لیگ ارسال کرده بودند، رأی به پیروزی ۳ بر صفر پرسپولیس داد.
برانکو ایوانکوویچ سرمربی وقت باشگاه پرسپولیس نیز در مصاحبه‌ای اعلام کرد: (سوپرجام یک روز هم نباید عقب بیفتد. چند بازیکن هم از پرسپولیس جدا شدند و شرایط یکسان است. ضمن آن که پنجره نقل‌وانتقالات ما هم بسته مانده و نتوانستیم بازیکن بخریم. با این حال به قانون احترام گذاشته و طبق برنامه از قبل اعلام شده سازمان لیگ در دیدار سوپرجام به میدان خواهیم رفت.)
وینفرد شفر سرمربی وقت باشگاه استقلال مخالف برگزاری دیدار سوپرجام نبود و تنها با زمان برگزاری آن مخالفت داشت.

## رای کمیته انضباطی
حسن‌زاده رئیس کمیته انضباطی فدراسیون فوتبال عنوان کرد که در ۲۷ تیر ۹۷ گزارش سازمان لیگ مربوط به انصراف استقلال از سوپرجام به دست ما رسیده و بلافاصله مراحل مقدماتی مربوط به پرونده انجام شد. بر این اساس، فردا در اولین فرصت ممکن، مراتب به صورت کتبی به باشگاه استقلال ابلاغ خواهد شد تا این باشگاه ظرف ۴۸ ساعت (با احتساب تعطیلی روز جمعه که روز کاری فدراسیون فوتبال است) دفاعیات خود را به صورت کامل و مستند، به کمیته انضباطی ارسال کند.
در تاریخ ۲ مرداد ۹۷، کمیته انضباطی فدراسیون فوتبال ایران اعلام کرد طبق گزارش شماره ۴۷۶۵/۱۱۰ مورخ ۹۷/۴/۲۴ سازمان لیگ فوتبال ایران که از سوی دبیرکل فدراسیون برای رسیدگی به این کمیته ارجاع شده‌است، حکایت دارد که در پی اعلام و تأکید سازمان لیگ بر انجام مسابقه سوپر جام بین تیم‌های استقلال و پرسپولیس تهران که در تاریخ ۱۳۹۷/۰۴/۲۹، باشگاه استقلال تهران با عدم قبول تاریخ تعیین شده و اصرار بر تغییر تاریخ مسابقه، عملاً انجام مسابقه سوپرجام در جمعه ۲۹ تیر سال جاری را منتفی نموده‌است؛ لذا کمیته انضباطی با احراز تقصیر باشگاه استقلال تهران در عدم برگزاری مسابقه سوپر جام در روز جمعه مورخ ۱۳۹۷/۰۴/۲۹ مستنداً به بند یک ماده ۹۶ و نیز ماده ۶۱ مقررات انضباطی، و بند یک ماده ۱۰ و ماده ۱۴ اساسنامه فدراسیون فوتبال و با رعایت ماده ۹۳ مقررات انضباطی به جهت عدم مطالبه خسارت از سوی سازمان لیگ با اعمال تخفیف تیم استقلال را در مسابقه مذکور سه بر صفر بازنده اعلام می‌نماید. این رأی ظرف یک هفته از تاریخ ابلاغ قابل تجدید نظرخواهی در کمیته محترم استیناف می‌باشد.

## شکایت باشگاه استقلال
پس از آنکه کمیته برگزاری مسابقات لیگ (به ریاست سعید فتاحی) اعلام کرد نتیجه بازی ۳–۰ به سود پرسپولیس بوده و جام نیز به این تیم داده خواهد شد. باشگاه استقلال این نتیجه را نپذیرفت و در ابتدا به کمیته استیناف شکایت کرد که این کمیته در ۱۴ شهریور ۱۳۹۷ با تکرار نظر فدراسیون فوتبال در رابطه با کمسیون تأمین استان رای کمیته انضباطی را تأیید کرد. پس از آن، باشگاه استقلال اعلام کرد به مراجع بین‌الملی در این خصوص شکایت خواهد کرد. در همین راستا باشگاه استقلال به دادگاه حکمیت ورزش در تاریخ ۳ مهر شکایت خود را ارسال‌کرد.
همچنین کمیته پیشکسوتان استقلال در خصوص رأی سوپرجام با بیانیه‌ای ضمن اعتراض به فدراسیون فوتبال از اقدام باشگاه استقلال حمایت‌کرد.
اقدام عجیب کمیته انضباطی و در ادامه کمیته استیناف فدراسیون فوتبال ایران در اعلام نتیجه سه بر صفر دیدار سوپر جام اتفاقی نیست که بتوان به سادگی از آن گذشت. علامت سؤال بزرگی که وجود دارد، این است چطور سه روز قبل از برگزاری بازی، یک تیم را بازنده اعلام می‌کنند؟ باشگاه استقلال فقط به دنبال تغییر زمان برگزاری بازی بود و در این راستا چهار نامه به فدراسیون و سازمان لیگ ارسال کرد.— کمیته پیشکسوتان باشگاه استقلال، باشگاه خبرنگاران جوان
دادگاه حکمیت ورزش در تاریخ ۲۵ اسفند ۱۳۹۷ از ساعت ۹:۳۰ صبح الی ۱۵:۳۰ به وقت سوئیس (۱۲ تا ۱۸ به وقت تهران) با حضور داور (قاضی) بلغارستانی پرونده، امیرحسین فتحی مدیرعامل، علی خطیر معاون و همچنین وکیل باشگاه استقلال، مدیرعامل و معاونان باشگاه پرسپولیس، آقایان حسن‌زاده و خسروی از فدراسیون فوتبال و نیز سعید فتاحی مسئول کمیته مسابقات سازمان لیگ برگزار شد که ۲ وقت تنفس ۱۵ دقیقه‌ای نیز داشت.
سرانجام دادگاه حکمیت ورزش در تاریخ ۷ اکتبر برابر با ۱۵ مهرماه ۱۳۹۸ بالاخره به انتظارها پایان داد و رأی خود در ارتباط با پرونده دربی سوپرجام ایران در سال ۹۷ را اعلام کرد. بر اساس این رأی، دادگاه عالی ورزش حکم صادره برای این بازی از سوی کمیته انضباطی و کمیته استیناف فدراسیون فوتبال مبنی بر نتیجه سه بر صفر به سود پرسپولیس را مورد تأیید قرارداد.
در بخشی از این رای ۳۰ صفحه‌ای که برای باشگاه پرسپولیس ارسال شده، چنین آمده‌است: «رأی صادره توسط کمیته استیناف فدراسیون فوتبال ایران به تاریخ ۶ شهریور ۱۳۹۷ که رأی صادره کمیته انضباطی فدراسیون فوتبال در تاریخ یکم مرداد ۱۳۹۷ حمایت می‌کند، مورد تأییداست.»

## قهرمان
| قهرمان سوپرجام فوتبال ایران ۱۳۹۷ |
| -------------------------------- |
| پرسپولیس                         |
| دومین قهرمانی                    |